# Þorgeir Guðmundsson
Þorgeir Guðmundsson, född 27 december 1794, död 28 januari 1871, var en isländsk-dansk präst. Han var son till Guðmundur Jónsson.
Þorgeir blev präst i Gloslunde och Græshave på Lolland 1839. Han var en av Nordiske oldskriftselskabets stiftare (1825) och var medarbetare vid flera av dess sagoutgåvor, således flera band av de norska kungarnas sagor, Fornmannasögur och Islendingasögur (I–II, 1829–1830); men hans utgivarverksamhet lämnar mycket i övrigt att önska, och någon större betydelse för fornstudiet hade han inte. Han hade även andel i tillkomsten av den isländska översättningen av Jacob Peter Mynsters Betragtninger over de christelige Troeslærdomme, "Hugleiðingar" (1839) och utgav tillsammans med Baldvin Einarsson tidskriften "Armann á alþingi".